# Orthogonia fuscogrisea
Orthogonia fuscogrisea là một loài bướm đêm trong họ Noctuidae.